# 晋寿郡
晋寿郡，中国东晋时设置的郡。
太元十五年（390年）置，治所在晋寿县（今四川省广元市西南）。辖境相当今四川省广元市一带。后废。北周复置，治所在兴安县（今四川省广元市）。隋朝时废。 